# Beijerinck (cràter)
Beijerinck és un cràter d'impacte situat a la cara oculta de la Lluna. Es troba al sud del cràter més gran Chaplygin, i al nord-est de la gran plana emmurallada Gagarin.

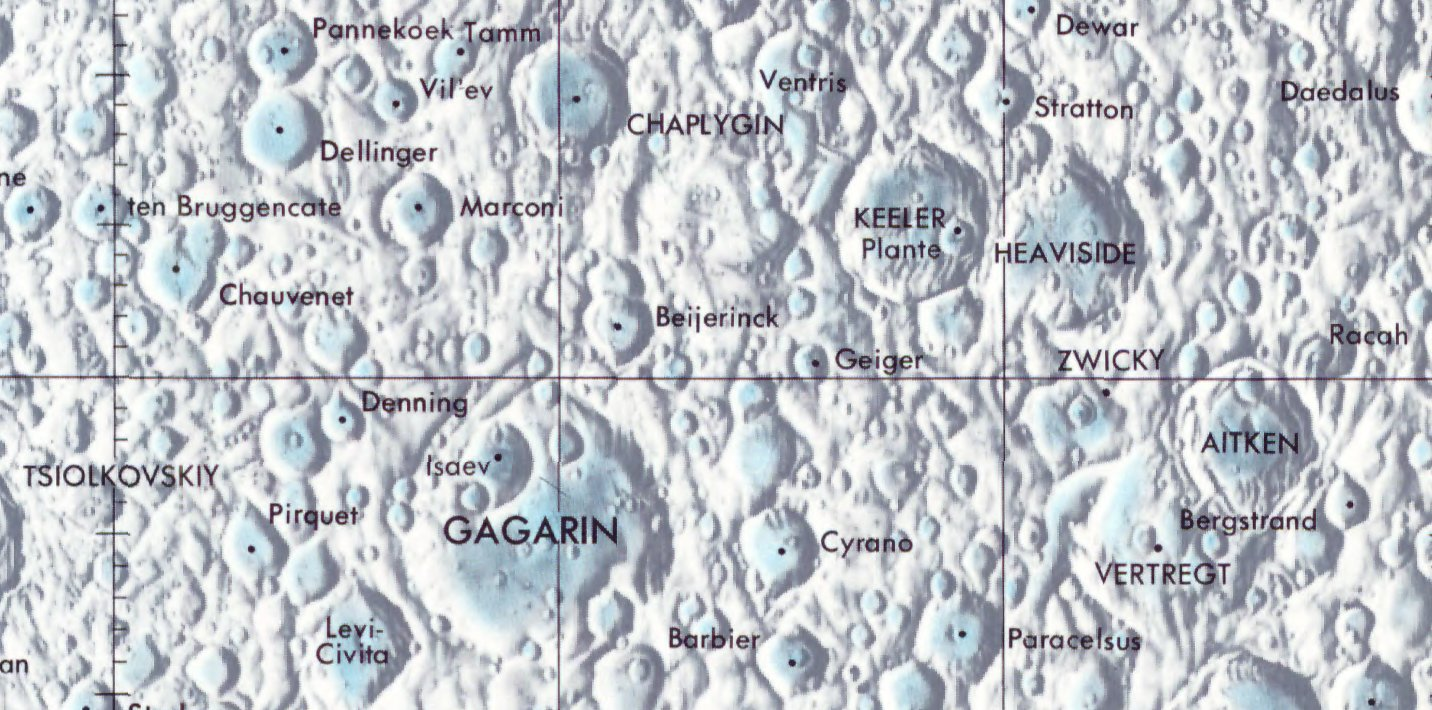
Localització de Beijerinck (centre dreta de la imatge)
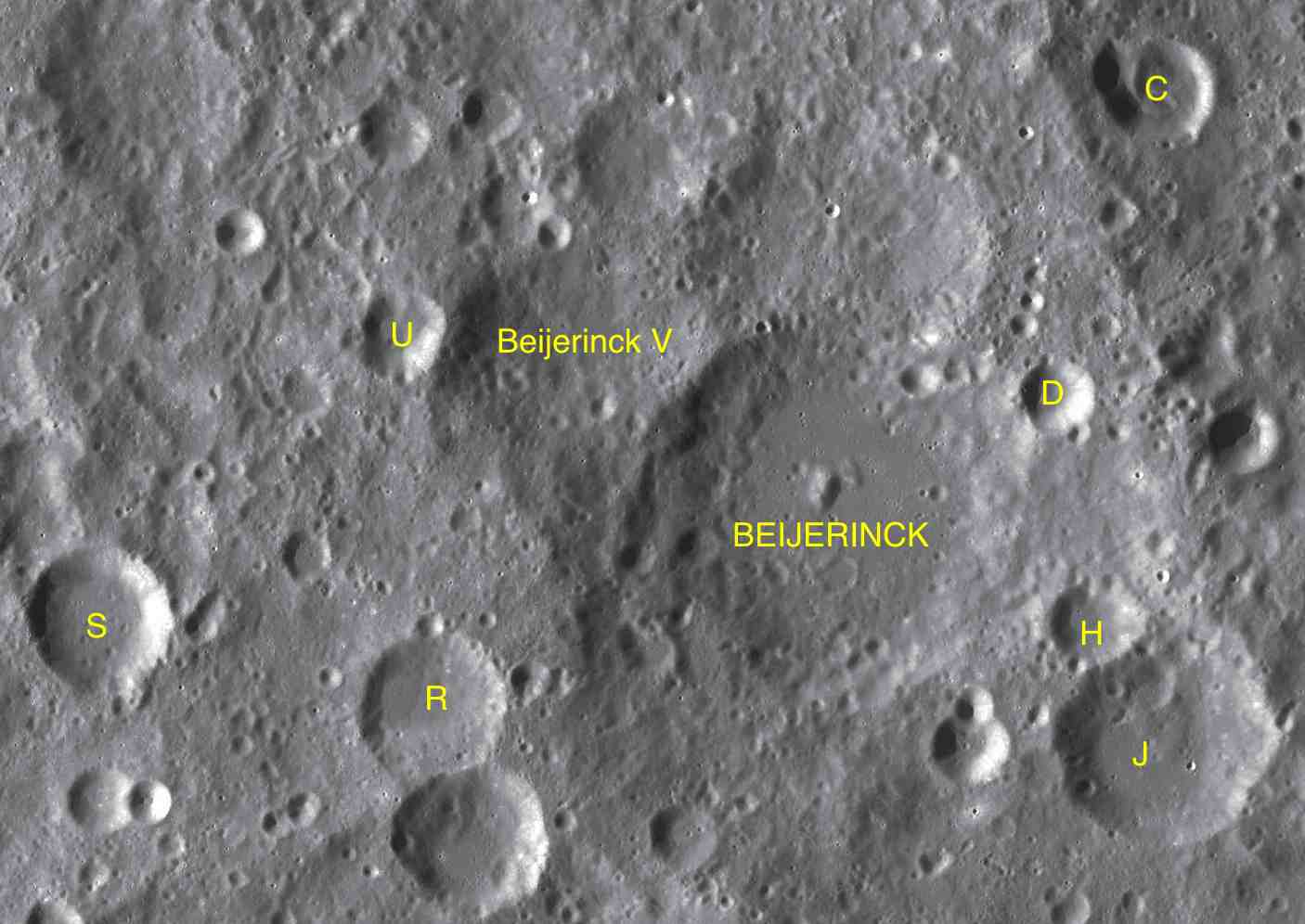
Cràters satèl·lit
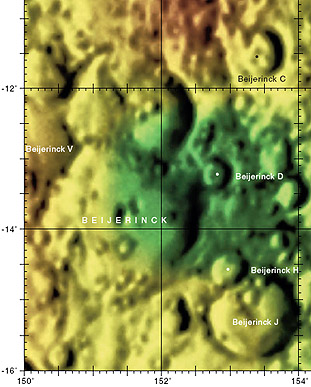
Cràter Beijerinck

La vora exterior d'aquest cràter està molt desgastada i erosionada pel posterior bombardeig de meteorits, sobretot a la meitat sud, amb diversos cràters petits i diminuts situats al llarg de la vora. El sòl interior, per contra, és relativament pla i sense marques per impactes notables. Hi ha un petit pic central, molt a prop del punt mig del cràter.

## Cràters satèl·lit
Per convenció aquests elements són identificats en els mapes lunars posant la lletra en el costat del punt central del cràter que està més proper a Beijerinck.
| Beijerinck | Coordenades                            | Diàmetre |
| ---------- | -------------------------------------- | -------- |
| C          | 11° 00′ S, 153° 42′ E / 11.0°S,153.7°E | 20 km    |
| D          | 12° 48′ S, 153° 06′ E / 12.8°S,153.1°E | 14 km    |
| H          | 14° 12′ S, 153° 18′ E / 14.2°S,153.3°E | 16 km    |
| J          | 14° 48′ S, 153° 42′ E / 14.8°S,153.7°E | 40 km    |
| R          | 14° 42′ S, 149° 12′ E / 14.7°S,149.2°E | 28 km    |
| S          | 14° 12′ S, 147° 12′ E / 14.2°S,147.2°E | 27 km    |
| U          | 12° 24′ S, 149° 00′ E / 12.4°S,149.0°E | 18 km    |
| V          | 12° 42′ S, 150° 06′ E / 12.7°S,150.1°E | 42 km    |